# Бен Майлз
Бенджамін Чарльз Майлз (англ. Benjamin Charles Miles; нар. 29 вересня 1966, Вімбелдон, Лондон, Англія) — англійський актор, знаний за виконанням головної ролі Патріка Мейтленда в телевізійній комедії «Кохання на шістьох» (2000—2004), а також як Монтегю Дарті у «Сазі про Форсайтів» (2002—2003), пропагандист і телевізійний керівник Роджер Даскомб у фільмі 2005 року «V означає Вендетта», Пітер Таунсенд у драмі Netflix «Корона» (2016—2017).

## Ранні роки
Народився у Вімблдоні, Лондон, юні роки провів в Ашовері, Дербішир, де навчався у місцевій школі. Почав долучатися до шкільних постановок, і робив це головним чином тому, що це дозволяло йому пропускати заняття.

## Кар'єра
Він перейшов до телевізійних ролей у 1990-х роках, граючи ролі другого плану в серіалах, як-от «Зорро», «Солдат, солдат», Це законно?, «Суто англійське вбивство», «Максимум практики» і «Дивовижна ти».
У фільмі «Крила голубки» 1997 року зіграв невелику роль журналіста, лише з кількома репліками. Виконав головну роль у фільмі «Кругла вежа», знімання якого проходили того ж року. 1999 року отримав роль Річарда Мартіна у фільмі «Дотягнутися до Місяця». 2000 року отримав роль Роберта Брауна у «Відступайся» і жіночного Патріка Мейтленда в комедійному серіалі «Кохання на шістьох», роль, яку виконував до закриття серіалу 2004 року. Знімався у телевізійному серіалі «Сага про Форсайтів» і в «Головному підозрюваному». 2004 року зіграв Чарльза Райдера у постановці BBC Radio 4 «Повернення Бредгеда».
З'явився в телевізійній драмі BBC 2005 року «Містер Гарві запалює свічку», зігравши роль вчителя, який бере некеровану групу учнів на одноденну екскурсію до Солсберійського собору. 2006 року з'явився в телевізійній драмі «Після Томаса» в ролі батька сина з аутизмом. 2008 року зіграв сквайра сера Тімоті в британському серіалі «Вдосвіта — в Кендлфорд». У 2009 році він з'явився в ролі керівника біржової торгової фірми в міській драмі BBC «Секс у великому місті і я». Зіграв головну роль у фільмі «Пульс» разом з Клер Фой, з якою він також знявся у фільмі «Обіцянка» на початку 2011 року. Вони знову зустрілися на знімальному майданчику «Корони».
Часто працював з режисером Джеймсом Мактіґом: з'явився у його фільмі 2005 року «V означає Вендетта» в ролі Роджера Даскомба, урядового пропагандиста та керівника телевізійної мережі, зіграв у «Ніндзі-вбивці» і «Спіді Гонщику» На театральній сцені зіграв Болінгброка у постановці Old Vic «Річард II» 2005 року разом зі своїм тестем Гері Реймондом. 2009 року також з'явився у постановці «Нормандські завоювання», яка отримала нагороду «Тоні».
Влітку 2011 року Майлз зіграв роль Роберта у постановці «Зради» Гарольда Пінтера в Comedy Theatre у лондонському Вест-Енді, а Крістін Скотт Томас зіграла його дружину Емму. Любовний трикутник завершили Дуглас Геншолл у ролі Джеррі, його найкращого друга та її коханця. Режисером відновленої версії став Ян Ріксон. 2011 року з'явився в телевізійному фільмі «Підозри містера Вітера» в ролі доктора Степлтона.
2014 року зіграв Томаса Кромвеля у версії RSC романів Гіларі Ментел «Вовчий зал» і «Внесіть тіла» в Стратфорді та в театрі Олдвіч у Лондоні. У квітні 2015 року RSC поставив вистави у Нью-Йорку, за роботу у яких Майлз отримав номінацію як найкращий актор у п'єсі премії «Тоні».
2016 року втілив Пітера Таунсенда в серіалі Netflix «Корона» і герцога Сомерсетського у «Порожній короні», другому циклі телевізійних екранізацій творів Вільяма Шекспіра. Того ж року зіграв гостьову роль канцлера Тома Пікерінга в епізоді телесеріалу-антології «Чорне дзеркало» («Ворог народу»).
2017 року озвучив Мандрівника в часі в адаптації роману «Машина часу» від Big Finish Productions.
2018 року зіграв Джека Гейлі в мінісеріалі BBC Two «Співучасник» і батька Саймона Джорджа Берроуза в серіалі «Романов», а також з'явився на сцені Lyttelton Theatre як один із Lehman Brothers у «The Lehman Trilogy».
2019 року зіграв командира Денні Гарта в у телесеріалі «Захват» та Джона Профумо в «Суд над Крістін Кілер», виробництва BBC One.
2021 року оголосили про його участь у новому спін-офі «Зоряних війн» телесеріалі «Андор» від Disney.
Співпрацював з Гіларі Мантел над постановкою її роману «Дзеркало та світло» в театрі Гілгуд у лондонському Вест-Енді, де він також грав головну роль. Вони знову працювали над книжкою з картинками на основі її трилогії, й авторка обрала його для начитування версій аудіокниг.

## Особисте життя
Одружений з акторкою Емілі Реймонд. У них троє дітей. Вони також з'явилися разом в епізоді «Максимуму практики».

## Фільмографія
| Рік       |    | Українська назва                         | Оригінальна назва                     | Роль                    |
| --------- | -- | ---------------------------------------- | ------------------------------------- | ----------------------- |
| 1989      | ф  | Усе як треба                             | Getting It Right                      | Спіро                   |
| 1990—1991 | с  | Зорро                                    | Zorro                                 | Хосе Рівас              |
| 1995      | с  | Солдат, солдат                           | Soldier Soldier                       | Джон Макговерн          |
| 1996      | с  | Це законно?                              | Is It Legal?                          | Том                     |
| 1997      | с  | Мелісса                                  | Melissa                               | редактор                |
| 1998      | тф | Кругла вежа                              | The Round Tower                       | Ангус Коттон            |
| 1997—1999 | с  | Чисто англійське вбивство                | The Bill                              | різні ролі              |
| 1997      | ф  | Крила голубки                            | The Wings of the Dove                 | журналіст               |
| 1997      | ф  | Квіти кохання                            | Keep the Aspidistra Flying            | офіціант                |
| 1998      | с  | Життя і злочини Вільяма Палмера          | The Life and Crimes of William Palmer | Томас Палмер            |
| 1999      | с  | Дивовижна ти                             | Wonderful You                         | Рей                     |
| 1999—2000 | с  | Максимум практики                        | Peak Practice                         | Роб Синклер             |
| 2000      | с  | Відступайся                              | Cold Feet                             | Роберт Браун            |
| 2000—2004 | с  | Кохання на шістьох                       | Coupling                              | Патрик Мейтленд         |
| 2001      | с  | Голбі-сіті                               | Holby City                            | Ед Сомерс               |
| 2001      | ф  | Історія з намистом                       | The Affair of the Necklace            | Барон Куршан            |
| 2002—2003 | с  | Сага про Форсайтів                       | The Forsyte Saga                      | Монтаг'ю Дарті          |
| 2003      | с  | Головний підозрюваний 6: Останній свідок | Prime Suspect 6                       | Саймон Фінч             |
| 2003      | ф  | Три сліпі миші                           | Three Blind Mice                      | Ліндсі                  |
| 2004      | с  | Віртуози                                 | Hustle                                | Стівен Вінтерборн       |
| 2005      | ф  | Уяви нас разом                           | Imagine Me & You                      | Роб                     |
| 2005      | тф | Державний інспектор                      | The Government Inspector              | Кевін Марш              |
| 2005      | тф | Під деревом зеленим                      | Under the Greenwood Tree              | Парсон Мейболд          |
| 2006      | ф  | V означає Вендетта                       | V for Vendetta                        | Роджер Даском           |
| 2008      | ф  | Спіді Гонщик                             | Speed Racer                           | Кесс Джонс              |
| 2008      | с  | Вдосвіта — в Кендлфорд                   | Lark Rise to Candleford               | Тімоті Мідвінтер        |
| 2009      | с  | Міс Марпл Агати Крісті                   | Agatha Christie's Marple              | Персіваль               |
| 2009      | ф  | Ніндзя-вбивця                            | Ninja Assassin                        | Раян Маслов             |
| 2010      | тф | Пульс                                    | Pulse                                 | Джо Сеннет              |
| 2011      | с  | Дзен                                     | Zen                                   | Амадео Колонна          |
| 2011      | с  | Обіцянка                                 | The Promise                           | Макс Маєр               |
| 2011      | с  | Підозри містера Вічера                   | The Suspicions of Mr Whicher          | Степлтон                |
| 2011      | с  |                                          | Masterpiece Mystery                   | Амедео Колонна          |
| 2013—2014 | с  | Дракула                                  | Dracula                               | Дівал                   |
| 2015      | ф  | Жінка в золоті                           | Woman in Gold                         | Рональд Лаудер          |
| 2016      | с  | Порожня корона                           | The Hollow Crown                      | Граф Сомерсет           |
| 2016      | с  | Чорне дзеркало                           | Black Mirror                          | Том Пікерінг            |
| 2016—2022 | с  | Корона                                   | The Crown                             | Пітер Вулдрідж Таунсенд |
| 2017—2018 | с  | Боб-будівельник                          |                                       | Bob the Builder / Ейс   |
| 2017      | с  | Останній пост                            | The Last Post                         | Геррі Маркем            |
| 2018      | с  | Співучасник                              | Collateral                            | Джек Гейлі              |
| 2018      | с  | Романови                                 | The Romanoffs                         | Джордж Берроу           |
| 2018      | ф  | Шпигунська гра                           | The Catcher Was a Spy                 | Джеррі Фредерікс        |
| 2018      | ф  | Код «Червоний»                           | Red Joan                              | Нік                     |
| 2019—2022 | с  | Захоплення                               | The Capture                           | Денні Гарт              |
| 2019—2020 | с  | Суд над Крістін Кілер                    | The Trial of Christine Keeler         | Джон Профумо            |
| 2019      | с  | Одне шоу                                 | The One Show                          | у ролі себе             |
| 2020      | с  | Дияволи                                  | Devils                                | Едвард Стюарт           |
| 2022      | с  | Андор                                    | Andor                                 | Тей Колма               |
| 2023      | с  | Перехоплений рейс                        | Hijack                                | Робін Аллен             |
| 2023      | ф  | Тетріс                                   | Tetris                                | Говард Лінкольн         |
| 2023      | ф  | Вдова Кліко                              | Widow Clicquot                        | Філіп Кліко             |
| 2023      | ф  | Наполеон                                 | Napoleon                              | Коленкур                |
| 2024      | с  | Дугласа скасовано                        | Douglas Is Cancelled                  | Тобі                    |
| 2024      | вг | Elden Ring                               | Elden Ring: Shadow of the Erdtree     | Сер Ансбах              |
| 2024      | ф  | Код «Чорна канарка»                      | Canary Black                          | Натан Еванс             |